# USNS Puerto Rico (T-EPF-11)
USNS Puerto Rico (T-EPF-11)  — експедиційний швидкісний транспорт, одинадцятий в серії з 14 суден типу «Спірхед» які будуються на верфі компанії Austal USA в місті Мобіл, штат Алабама, на замовлення ВМС США відповідно до контракту, укладеного в листопаді 2008 року.

## Історія створення
Контракт на будівництво судна було підписано 15 вересня 2016 року. 14 грудня 2016 року міністр ВМС США Рей Мабус оголосив про те, що корабель буде названо "Пуерто-Рико". Він стане третім кораблем із таким ім'ям у військово-морській службі США, названий на честь Співдружності Пуерто-Рико. 18 січня 2017 року розпочато будівництво. 9 серпня 2018 року відбулася церемонія закладання кіля. Хрещення відбулося 10 листопада 2018 року. Спонсором корабля стала член Верховного суду США Соня Сотомайор. 28 серпня 2019 року завершило приймальні випробування у Мексиканській затоці. Введено в експлуатацію 10 грудня 2019 року.